# Cambridge English: First

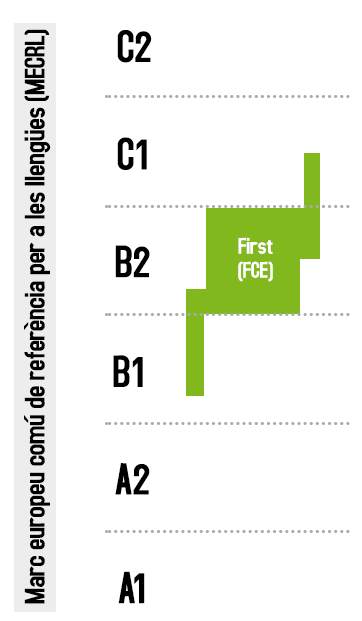
Nivell del FCE al Marc europeu comú de referència per a les llengües

El Cambridge English: First, també anomenat First Certificate in English (FCE), és un examen d'anglès de Cambridge English Language Assessment (anteriorment conegut com a Cambridge ESOL). És una qualificació de nivell intermedi alt que correspon al nivell B2 del Marc europeu comú de referència per a les llengües (MECRL).
Va ser creat la dècada del 1930 sota el nom de Lower Certificate in English (LCE), per satisfer la demanda d'una qualificació en anglès inferior a l'examen Cambridge English: Proficiency. El Cambridge English: First és un dels exàmens de Cambridge English Language Assessment que més estudiants fan i s'accepta en el comerç, la indústria, universitat i institucions d'educació superior com a prova de l'habilitat d'escriure i parlar anglès per a finalitats d'estudi i de feina.
L'examen s'ofereix en dues variants: per a adults i per a escoles (First for Schools). Les dues versions de l'examen permeten obtenir la mateixa qualificació i tenen el mateix nivell de dificultat, l'única diferència rau en el fet que els temes tractats a la versió per a escoles són més adequats per a aquells estudiants d'entre 14 i 18 anys.

## Estructura
L'examen consta de quatre parts, que incorporen les quatre competències lingüístiques (comprensió lectora, expressió escrita, comprensió oral i expressió oral). Els candidats poden escollir fer l'examen en paper o en un ordinador.
1. Reading and Use of English (1 hora i 15 minuts – 40% de la puntuació total)
La part de Reading and Use of English avalua la comprensió lectora i els coneixements de gramàtica i vocabulari. Consta de 7 apartats i 52 preguntes.
Els exercicis inclouen preguntes amb múltiples opcions de resposta, relacionar textos, omplir textos amb buits, transformar paraules i transformar frases utilitzant una paraula clau i conservant el significat original.
Els apartats 1 a 4 són tasques de gramàtica i vocabulari, i els apartats 5 a 7 són textos amb activitats de comprensió lectora.
2. Writing (1 hora i 20 minuts – 20% de la puntuació total)
La part de Writing (expressió escrita) consta de dos apartats on cal escriure dos textos.
L'apartat 1 és un exercici obligatori. Es planteja el títol d'un assaig i dues idees relacionades. Els candidats han d'escriure una redacció d'entre 140 i 190 paraules expressant les seves opinions i utilitzant les idees que se'ls proporcionen. Els candidats han d'afegir a més una tercera idea, que s'han d'inventar.
L'apartat 2 proposa tres textos de tipus diferents: un article, un correu electrònic o carta, un informe o una ressenya. Els candidats n'han d'escollir un i redactar entre 140 i 190 paraules. Tots els textos venen acompanyats d'unes guies, que poden ser el context, el tema, l'objectiu o el lector final.
3. Listening (aproximadament 40 minuts – 20% de la puntuació total)
La part de Listening (comprensió oral) consta de quatre apartats on els candidats escolten diversos textos orals i converses.
Els textos gravats poden ser monòlegs, programes de ràdio, converses o debats entre dues persones, entrevistes, etc. Els candidats han d'extreure la informació dels textos per respondre preguntes amb múltiples opcions de resposta i completar frases amb buits d'informació.
4. Speaking (14 minuts – 20% de la puntuació total)
La part de Speaking (expressió oral) té quatre apartats i es realitza cara a cara amb un altre candidat i dos examinadors. Els candidats han de demostrar les seves habilitats de conversa responent preguntes plantejades per l'examinador, comparant fotografies i debatent conjuntament sobre un tema determinat.

## Puntuació i resultats
El full de resultats (Statement of Results) mostra quatre elements: una nota (A, B, C o nivell B1), una puntuació global de l'examen seguint l'Escala de Cambridge English, una puntuació específica per a cada competència lingüística (Reading, Writing, Listening, Speaking i Use of English) i el nivell del Marc europeu comú de referència per a les llengües.
| Nota      | Puntuació a l'Escala Cambridge English | Nivell del MECRL |
| A         | 180-190                                | C1               |
| B         | 173-179                                | B2               |
| C         | 160-172                                | B2               |
| Nivell B1 | 140-159                                | B1               |

Els candidats que obtenen una puntuació de 140 o superior reben un certificat, que mostra la nota i el nivell del Marc europeu comú de referència per a les llengües. Tot i que l'examen està pensat per al nivell B2, també certifica l'habilitat al nivell inferior B1 i al superior C1. Als candidats que no demostren una habilitat de nivell B2, sinó de B1, se'ls reconeix amb un certificat de Cambridge English de nivell B1. Aquells candidats que excepcionalment demostren una habilitat superior al nivell B2, reben un certificat de nivell C1.
Certificat de Cambridge English nivell B1
- Puntuacions entre 140 i 159.

Certificat del Cambridge English: First – nivell B2
- Notes: B i C
- Puntuacions entre 160 i 179.

Certificat del Cambridge English: First – nivell C1
- Nota: A
- Puntuacions entre 180 i 190.[6]